# Loewimyia fasciata
Loewimyia fasciata är en tvåvingeart som beskrevs av Forrest och Wheeler 2002. Loewimyia fasciata ingår i släktet Loewimyia och familjen smalvingeflugor. Inga underarter finns listade i Catalogue of Life.